# Cyrtandra erythrotricha
Cyrtandra erythrotricha är en tvåhjärtbladig växtart som beskrevs av Brian Laurence Burtt. Cyrtandra erythrotricha ingår i släktet Cyrtandra och familjen Gesneriaceae. Inga underarter finns listade i Catalogue of Life.